# Boguszów
Boguszów (deutsch: Gottesberg) ist seit der Zusammenlegung mit Gorce 1973 zur neuen Stadt Boguszów-Gorce größter Stadtteil derselben. Sie gehört zum Powiat Wałbrzyski in der Woiwodschaft Niederschlesien in Polen. In Boguszów befindet sich die Stadtverwaltung von Boguszów-Gorce.

## Geographische Lage

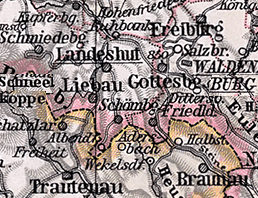
Gottesberg auf einer Landkarte von 1905

Die Stadt liegt im Osten des Waldenburger Berglandes an der Woiwodschaftsstraße 367, die von Wałbrzych (Waldenburg) nach Kamienna Góra verläuft. Nachbarorte sind Lubomin und Jabłów im Norden, Konradów und Wałbrzych im Nordosten, Zagórze Śląskie im Osten, Jedlina-Zdrój im Südosten, Rybnica Leśna und Unisław Śląski im Südosten, der Stadtteil Kuźnice Świdnickie im Süden, Krzeszów und Grzędy im Südwesten sowie Czarny Bór und Kamienna Góra im Westen. Die Bahnstrecke Wałbrzych–Meziměstí hat einen Haltepunkt in Boguszów.

## Geschichte

Gottesberg mit Befestigungs-Entwurf des Plautzen-Berges (um 1755)

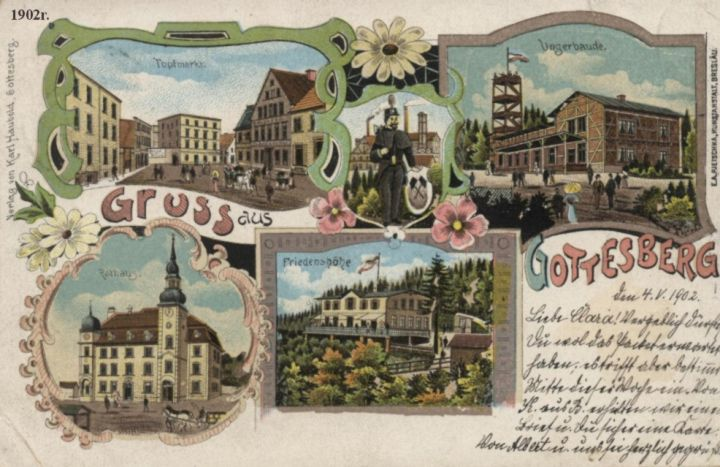
Postkarte von 1902

Nach der Entdeckung von Erz- und Silberadern wurde Gottesberg im 13. oder 14. Jahrhundert von sächsischen Bergleuten gegründet. Es gehörte zum Herzogtum Schweidnitz und gelangte mit diesem nach dem Tod des Herzogs Bolko II. 1368 erbrechtlich an Böhmen. 1499 erhielt es vom böhmischen König Vladislav II. die Stadtrechte sowie das Privileg einer Freien Bergstadt verliehen. Für das Jahr 1529 sind die Erzgruben „Morgenstern“, „Segen-Gottes“, „Reich-Gottes“, „Gottes-Glück“ und „Wag's-mit-Gott“ nachgewiesen. Ab 1532 bestanden Handwerkerzünfte und für das Jahr 1535 ist eine Kirche erwähnt. Da die Grundherren der Reformation anhingen, breitete sie sich auch in der Bevölkerung aus. 1554 zerstörte ein Feuer die ganze Stadt. Ab 1574 besaß Gottesberg das Privileg von zwei Jahrmärkten, und 1603 kam ein Wochenmarkt hinzu. Um diese Zeit war Gottesberg eine wirtschaftlich prosperierende Stadt, brannte jedoch 1633 wiederum ab. 1636 erhielt Gottesberg ein Stadtwappen. Nach dem Dreißigjährigen Krieg gehörte Gottesberg ab 1654 zur katholischen Pfarrei in Friedland. Bis 1655 gehörte die sogenannte Niederseite den Herren von Czettritz auf Burg Neuhaus und gelangte nach weiteren Besitzerwechseln 1720 an die Grafen von Hochberg auf Fürstenstein, die schon seit 1509 die Oberseite von Gottesberg eigneten. 1714 erwarb die Stadt Gottesberg von den Grundherren Hochberg die Zechen Wilhelm und Jenni, verkaufte sie jedoch zehn Jahre später an private Unternehmer, die die Gruben 1789 mit der Gesellschaft der Morgen- und Abendröhte-Grube in der Vorstadt Kohlau zusammenschlossen. 1722 erfolgte der Bau der katholischen Dreifaltigkeitskirche, die Filialkirche von Friedland war und erst 1865 zur Pfarrkirche erhoben wurde. 1731 wurde ein Rathaus errichtet.
Nach dem Ersten Schlesischen Krieg 1742 fiel Gottesberg zusammen mit Schlesien 1742 an Preußen. 1772 erhielt Gottesberg ein viertes Marktrecht, 1775 wurde eine evangelische Kirche errichtet. Nach der Neugliederung Preußens gehörte es seit 1815 zur Provinz Schlesien und war ab 1816 dem Landkreis Waldenburg eingegliedert, mit dem es bis 1945 verbunden blieb. 1844 wurde eine katholische Schule eröffnet. Der im Dreißigjährigen Krieg erloschene Silberbergbau wurde trotz mehrerer Wiederaufnahmeversuche 1864 endgültig eingestellt. Da der Kohlenbergbau wenig ergiebig war, erlangten im 18. Jahrhundert kleinere Spinnereien, die Leineweberei und eine Strumpfstrickfabrik sowie die Schwerspatgewinnung wirtschaftliche Bedeutung. 1867 erhielt Gottesberg Anschluss an die Schlesische Gebirgsbahn. 1869 und 1889 beteiligten sich die Bergleute am Streik im gesamten Waldenburger Kohlenrevier. Seit 1885 bestand eine altkatholische Gemeinde, die 1901 ein eigenes Gotteshaus erhielt. 1904 wurde die Stadt elektrifiziert. 1929 wurde Oberhermsdorf, das bis dahin zur Landgemeinde Hermsdorf gehörte, nach Gottesberg eingemeindet. 1939 wurden 11.011 Einwohner gezählt.
Als Folge des Zweiten Weltkriegs fiel Gottesberg 1945 wie fast ganz Schlesien an Polen und wurde zunächst in Boża Góra und später in Boguszów umbenannt. Die einheimische deutsche Bevölkerung wurde, sowie sie nicht vorher geflohen war,  vertrieben. Die neu angesiedelten Bewohner waren teilweise Zwangsumgesiedelte aus Ostpolen, das an die Sowjetunion gefallen war.
1973 wurde Boguszów mit der benachbarten Stadt Gorce (Rothenbach) zur Stadt unter der Doppelbezeichnung Boguszów-Gorce zusammengelegt, mit der es seither seine Geschichte und Entwicklung teilt.

## Sehenswürdigkeiten

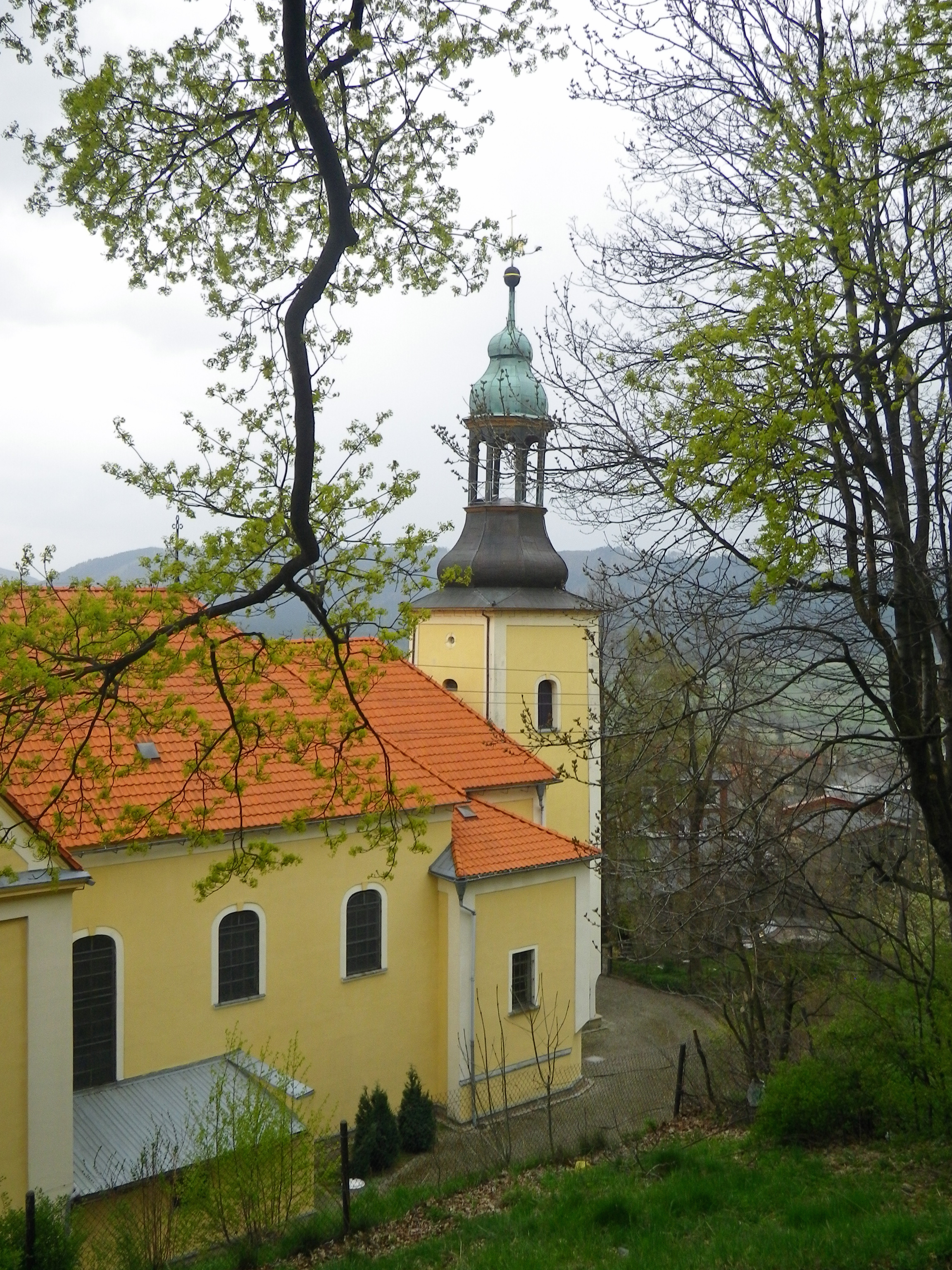
Dreifaltigkeitskirche

- Die Pfarrkirche der Hl. Dreifaltigkeit wurde 1720–1723 an der Stelle einer Holzkirche errichtet, die 1535 von den evangelischen Bergleuten erbaut und 1654 katholisiert wurde.
- Die evangelische Kirche entstand 1775 an der Stelle eines Bethauses aus dem Jahre 1742. Das ungenutzte Gebäude befindet sich in der ul. Kasprzaka 13 und ist in einem schlechten baulichen Zustand, so ist die Laterne des Turmes nicht mehr vorhanden.
- Die Altkatholische Kirche (Kościół Polskokatolicki) wurde 1900–1904 im Stil der Neugotik errichtet (ul. Mickiewicza 2).

## Persönlichkeiten
- Johann Gottfried Elsner (1784–1869), Landwirt, Schafzüchter, Königlich preußischer Wirtschaftsrat
- Fritz Süßenbach (1897–1979), deutscher Schauspieler und Theaterregisseur
- Helmut Fritz Heinrich (1904–1997), Mathematiker und Hochschullehrer
- Theodor Henschel (1904–?), SS-Offizier
- Fritz Feldmann (1905–1984), Musikwissenschaftler
- Johann Christoph Bürgel (* 1931), Islamwissenschaftler
- Hannes Fabig (1939–2008), Bühnenbildner, Schauspieler und Regisseur

## Einwohnerentwicklung
| Jahr | Einwohner |
| ---- | --------- |
| 1875 | 6445      |
| 1880 | 6345      |
| 1890 | 7201      |
| 1925 | 10.758    |
| 1939 | 11.011    |
| 1969 | 18.240    |

Von den 7201 Einwohnern 1890 waren 4698 evangelischen, 2460 katholischen und 25 jüdischen Glaubens. 1925 waren es 6412 Evangelische, 3574 Katholiken und 27 Juden und 1933 7201 Evangelische, 3631 Katholiken und 14 Juden.